# Cuatro Vientos (metropolitana di Madrid)
Cuatro Vientos è una stazione della linea 10 della metropolitana di Madrid.

## Storia
Il progetto di estensione verso sud della linea 10 della metropolitana comprendeva una fermata situata al di sotto la stazione ferroviaria della linea Móstoles-Madrid. Questa è stata inaugurata l'11 aprile 2003.
Durante la costruzione della stazione, i residenti di Colonia Dehesa del Príncipe hanno manifestato il 25 gennaio 2002, provocando alcuni disordini poiché l'attuale accesso alla stazione sul Paseo de Húsares ha iniziato a essere coperto dai bulldozer, che avrebbero limitato l'ingresso solo all'accesso sulla A-5 (direzione Madrid).
Questo è il motivo per cui i due accessi alla stazione sono diversi tra loro.
A seguito di lavori, nel 2014, la stazione rimase chiusa. La ragione di questi lavori è stata la sostituzione delle rotaie e della massicciata. I miglioramenti, che hanno avuto un costo di 12,5 milione di euro, hanno permesso ai treni di circolare a più di 70 chilometri all'ora rispetto ai 30 chilometri con cui circolavano prima dei lavori.

## Servizi
- Ascensore

## Interscambi
La fermata costituisce un interscambio con la stazione ferroviaria di Cuatro Vientos, servito dai treni della linea C-5 della rete di Cercanías di Madrid.
Nelle vicinanze della stazione si trova un'autostazione nella quale effettuano fermata numerose linee automobilistiche urbane ed extraurbane, gestite da EMT Madrid.
- Stazione ferroviaria (Cuatro Vientos)
- Fermata autobus